# Alepisaurus ferox
Az Alepisaurus ferox a sugarasúszójú halak (Actinopterygii) osztályának Aulopiformes rendjébe, ezen belül az Alepisauridae családjába tartozó faj.

## Előfordulása
Az Alepisaurus ferox a Föld összes óceánjában megtalálható. Főbb előfordulási helyei: Nyugat-Csendes-óceán, Kelet-Csendes-óceán az Aleut-szigetektől Chiléig, Nyugat-Atlanti-óceán Kanadától és a Maine-öböltől a Mexikói-öbölig és a Karib-tengerig, Kelet-Atlanti-óceán az Északi-tengerrel együtt, valamint az Indiai-óceán, a Dél-kínai-tenger és a Kelet-kínai-tenger.

## Megjelenése
Általában 150 centiméter hosszú, de akár 215 centiméteresre is megnőhet. Az eddigi legnagyobb kifogott példány 9 kilogrammot nyomott. 47-52 csigolyája van. Hatalmas szájának szájpadán, két nagy kiálló, agyarszerű fog látható. Nagy hátúszója magas, de nem sima tetejű; egyes sugarai hosszabbak, mint mások. Színezete világos és fényes, háti része sötétebb. Úszói és farokúszója sötétbarnák vagy feketék.

## Életmódja
Az Alepisaurus ferox nyílt- és mélytengeri halfaj, amely akár 1800 méteres mélységekben is tartózkodik. Legfőbb élőhelyei a trópusi és szubtrópusi vizek, azonban táplálkozás céljából a sarkkör alatti vizekbe is bemerészkedik, ilyenformán elérve Grönlandot, Izlandot és a Bering-tengert. Éjszaka vadászik halakra, fejlábúakra, zsákállatokra és rákokra. Egyaránt vadászik a vízfelszín közelében és az 1000 méteres mélységekben, vagy még ennél is mélyebb helyeken is. Ez a hal viszont tápláléka a következő ragadozóknak: tündöklőhalfélék (Lampridae), cápák, Thunnus alalunga, sárgaúszójú tonhal (Thunnus albacares) és fülesfókafélék.

## Szaporodása
Ez a hal ikrákkal szaporodik. A kikelt lárvák az állati plankton részét képezik. Az Alepisaurus ferox képes megváltoztatni a nemét; ha valamelyik nemből csak kevés van, vagy egyáltalán hiányzik, akkor a másik nemből néhány példány átalakul a hiányzó nem képviselőjévé.

## Felhasználása
Habár néha fogyasztják, ennek a halnak nincs gazdasági jelentősége.

## Képek a halról

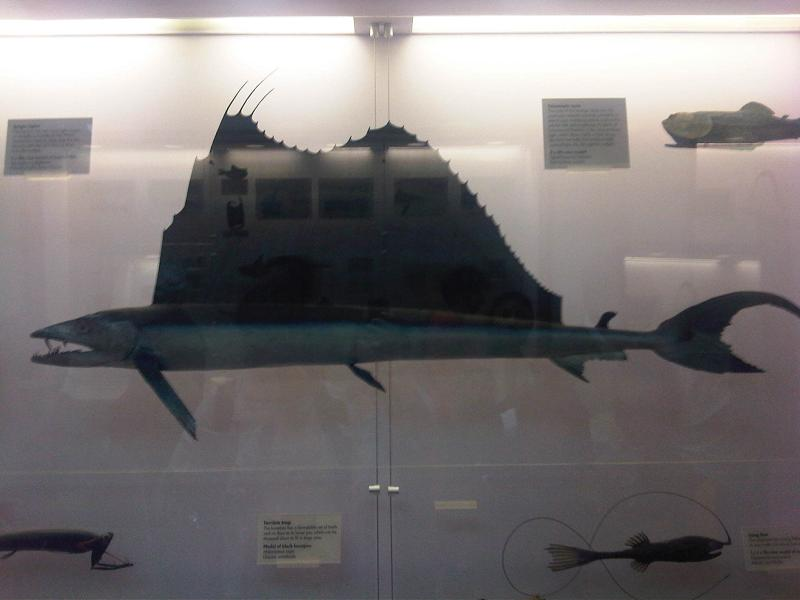
Az Alepisaurus ferox modelljei a londoni Természettudományi Múzeumban
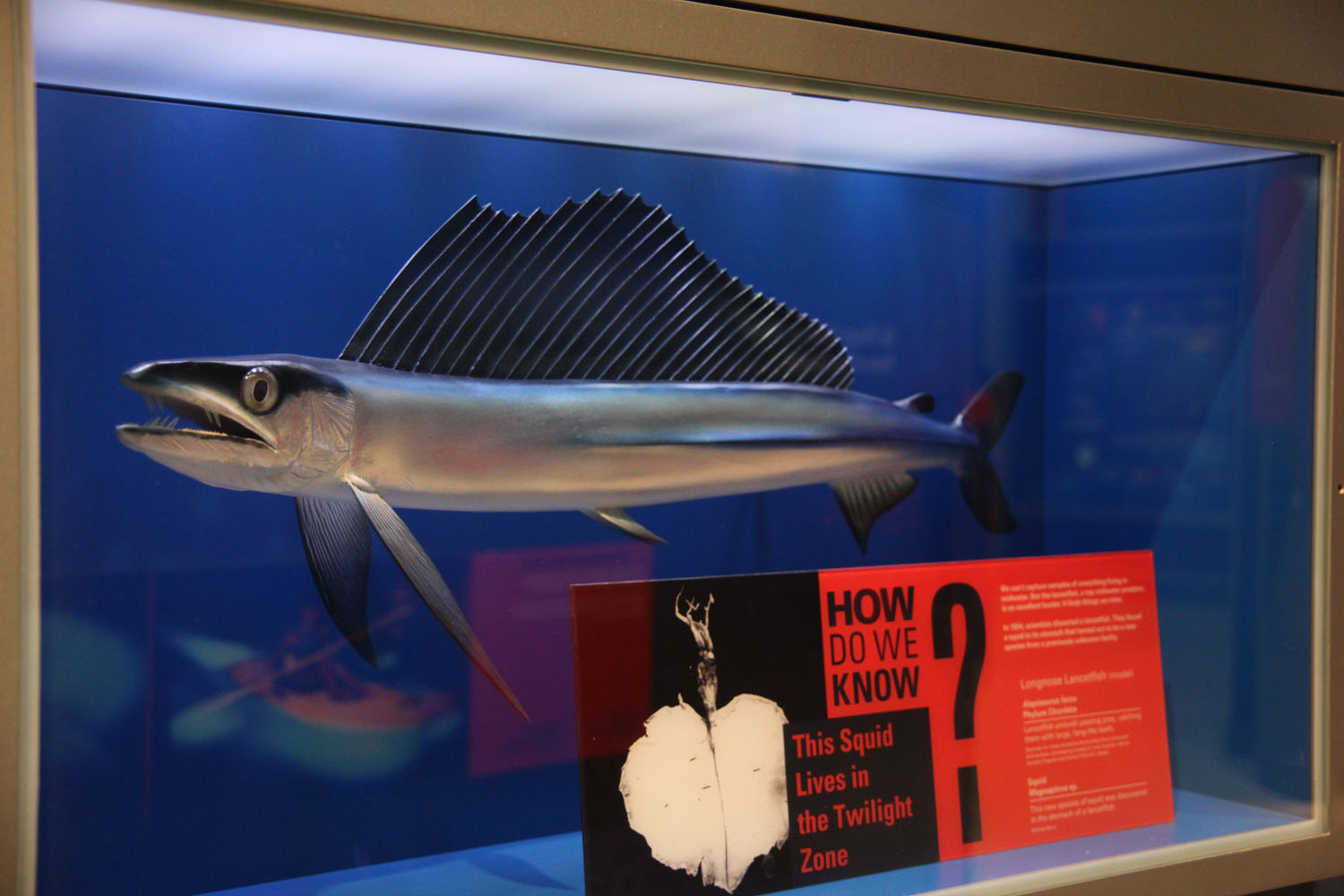
és a Smithsonian Intézetben
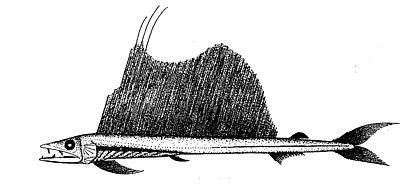
Rajz a halról